# Aphantochilus
Genre
Synonymes
- Cryptoceroides Piza, 1937

Aphantochilus est un genre d'araignées aranéomorphes de la famille des Thomisidae.

## Distribution
Les espèces de ce genre se rencontrent en Amérique du Sud et au Panama.

## Description
Les araignées de ce genre sont myrmécomorphes.

## Liste des espèces
Selon World Spider Catalog (version 18.0, 01/02/2017) :
- Aphantochilus cambridgei Canals, 1933
- Aphantochilus inermipes Simon, 1929
- Aphantochilus rogersi O. Pickard-Cambridge, 1871

## Publication originale
- O. Pickard-Cambridge, 1871 : On some new genera and species of Araneida. Proceedings of the Zoological Society of London, vol. 1870, p. 728-747 (texte intégral).